# Superliga Argentina de Fútbol
A Superliga Argentina de Futebol ou Superliga Argentina de Fútbol (SAF) (oficialmente Superliga Profesional del Fútbol Argentino), foi uma associação esportiva da Argentina responsável pela organização e desenvolvimento da Primera División do Campeonato Argentino de Futebol, a principal liga profissional do futebol argentino, entre 2017 e 2020. A Superliga esteve vinculada contratualmente à Associação do Futebol Argentino (AFA), embora atuaesse de forma independente e tivesse estatuto próprio.
Além do campeonato da Primera División (Superliga Argentina), a entidade também organizou a Copa de la Superliga Argentina (Copa da Superliga Argentina) e o Trofeo de Campeones de la Superliga Argentina (Taça dos Campeões da Superliga Argentina).

Em 19 de Maio de 2020, a entidade foi dissolvida pela AFA, dando lugar a Liga Profesional de Fútbol (LPF).

## História
Em 2016, a Associação do Futebol Argentino (AFA) aprovou a criação de uma nova entidade, denominada Superliga Argentina de Fútbol (Superliga Argentina de Futebol), que se encarregaria da organização das duas principais ligas do futebol argentino: os campeonatos da Primera División e Primera B Nacional. A nova entidade foi oficialmente registrada em 4 de novembro de 2016. No entanto, em fevereiro de 2017, a AFA modificou seu estatuto, dando à Superliga o direito de organizar apenas a Primera División e excluiu a Primera B Nacional que permaneceu sendo organizada pela AFA.
As principais ligas de futebol da Europa (como a Premier League da Inglaterra ou a La Liga da Espanha, organizadas por associações dedicadas exclusivamente a esses campeonatos e operando como entidades separadas de suas respectivas Associações Nacionais) serviram de inspiração para a criação da Superliga.
A edição de 2016–17 do Campeonato Argentino foi a última vez que a AFA organizou o torneio. A partir da temporada 2017–18, a Superliga Argentina assumiu a organização dos campeonatos da Primera División desde então. Por conta disso, a AFA concentrou-se nas divisões inferiores do sistema de ligas do futebol argentino (da Primera Nacional ao Primera D e Torneo Regional Federal, em outras palavras, da segunda a quinta divisão), além das copas nacionais e de todas as seleções nacionais da Argentina.
A Superliga, através do Conselho de Administração e com o parecer da Gestão de Competências, era a única entidade competente para estabelecer todas as obrigações, orientações e instruções que devem ser cumpridas pelos clubes participantes da Primera División em todos os aspectos do torneio, incluindo: aqueles relacionados ao protocolo, direitos comerciais, publicidade, imprensa e credenciamentos.

### Renúncias e dissolução
Em 10 de março de 2020, líderes de vários clubes do futebol argentino após reunião com Claudio Tapia, presidente da AFA, entregaram à Superliga uma carta na qual expressaram sua vontade de dissolver a entidade a partir do final da temporada de 2019–20 (após a Copa da Superliga de 2020). No mesmo dia, o presidente da entidade independente, Mariano Elizondo, renunciava de maneira indeclinável ao seu cargo, assim como vice-presidente primeiro, Jorge Brito. Neste dia, o vice-presidente segundo da Superliga, Marcelo Tinelli, presidente do San Lorenzo, assumiu como o novo presidente da SAF.
A Superliga foi substituída por uma entidade similar, denominada Liga Profesional de Fútbol Argentino (Liga Profissional do Futebol Argentino), diretamente ligada e subordinada à AFA. A Superliga foi dissolvida assim que a edição de 2020 da Copa da Superliga Argentina foi concluída.

## Competições
A lista de competições oficiais organizadas pela Superliga Argentina de Fútbol desde a sua criação em 2017 até sua dissolução em 2020 eram:
| Competições |                                               |           |         |
| Nome        | Nome                                          | Período   | Edições |
|             | Superliga Argentina                           | 2017–2020 | 3       |
|             | Copa de la Superliga Argentina                | 2019–2020 | 2       |
|             | Trofeo de Campeones de la Superliga Argentina | 2019      | 1       |

## Institucional

### Comitê Executivo
- Presidente: Marcelo Tinelli (San Lorenzo) (titular renunciou em 10 de março de 2020)
- Vice-presidente (primeiro): Vago (titular renunciou em 10 de março de 2020)
- Vice-presidente (segundo): Vago (titular assumiu a presidência)
- Secretário: Carlos Montaña (Independiente)
- Membros: Mario Leito (Atlético Tucumán), José Lemme (Defensa y Justicia) e Christian Devia (Racing)

Fonte: SAF.

## Presidentes
| Período   | Ocupante do cargo | Notas                                                           |
| --------- | ----------------- | --------------------------------------------------------------- |
| 2017–2020 | Mariano Elizondo  | Eleito em 9 de junho de 2017. Renunciou em 10 de março de 2020. |
| 2020      | Marcelo Tinelli   | Assumiu formalmente em 18 de março de 2020.                     |